# 211 (فلم)
211 هو فيلم حركة تم إنتاجه في الولايات المتحدة وصدر في سنة 2018. من بطولة نيكولاس كيج وكوري هاردريكت وباور

## وصلات خارجية
- 211 على موقع IMDb (الإنجليزية)
- 211 على موقع ميتاكريتيك (الإنجليزية)
- 211 على موقع روتن توميتوز (الإنجليزية)
- 211 على موقع نتفليكس (الإنجليزية)
- 211 على موقع ألو سيني (الفرنسية)
- 211 على موقع Turner Classic Movies (الإنجليزية)
- 211 على موقع أول موفي (الإنجليزية)
- 211 على موقع فيلمافينيتي (الإسبانية)
- 211 على موقع قاعدة بيانات الفيلم (الإنجليزية)
- 211 على موقع ليتربوكسد (الإنجليزية)